# Cheryl Rixon
Cheryl Rixon (Perth, Australia Occidenta, 12 de octubre de 1954) es una actriz y modelo australiana. Fue escogida como Pet del Mes de Penthouse en 1977 y, más tarde, como Pet del Año en 1979. Rixon ahora vive en los Estados Unidos de América y diseña joyería, la cual vende bajo el nombre de 'Royal Order'.

## Carrera temprana
A principios de los años 70, fue dos veces finalista en concurso de belleza en bikini Annual Miss West Coast, que tenía lugar en Perth cada enero. Más tarde, apareció como asistente de un programa de juegos en una televisión local.
Después de aparecer en una película de sexcomedia de bajo presupuesto, Plugg (1975), grabada en Perth, Rixon fue a Melbourne y actuó en televisión para Crawford Productions. Interpretó tres personajes diferentes durante los episodios finales de Homicide.
Comenzando a mediados de 1975, Rixon también comenzó a hacer apariciones en la serie de televisión de sexcomedia de Crawford Production The Box. Interpretando a la estrella Angela O'Malley, Rixon hizo varias apariciones en la serie.. Rixon dejó The Box hacia finales del año 1975, pero regresó por un período de tres meses comenzando en febrero de 1976.
Seguidamente, encontró la fama como la Pet de la revista Penthouse en diciembre de 1977, y en 1979 fue elegida Pet del Año de Penthouse en un concurso televisado que tuvo lugar en el Hotel Aladdin en Las Vegas. En julio de 1980, Cheryl abió el "Festival of Fragrances" del Alcalde de Nueva York Ed Koch. Apareció de nuevo en un reportaje de diez páginas en Penthouse en 1980, y posó para la revista Oui en noviembre de 1982. Durante este período, apareció en películas como The Eyes of Laura Mars y Used Cars. No recibió los premios prometidos por Penthouse, y en 1985 llevó a la compañía a la Corte Suprema del Estado de Nueva York, la cual dictaminó que ella tenía derecho a ellos. La sentencia fue luego confirmada en apelación.[cita requerida]
Está casada con el dueño de un club Art Davis con quien tiene dos hijos, Dylan y Luke Davis.

## Filmografía parcial
- Dark Secrets (1997) como Philipa
- I Like to Play Games como Sean
- Used Cars (1980) como Margaret
- Swap Meet (1979) como Annie
- Homicide (1976-1977) en múltiples papeles
- The Box (1975-1976) como Angela
- Plugg (1975) como Kelli Kelly